# Bungerbergen

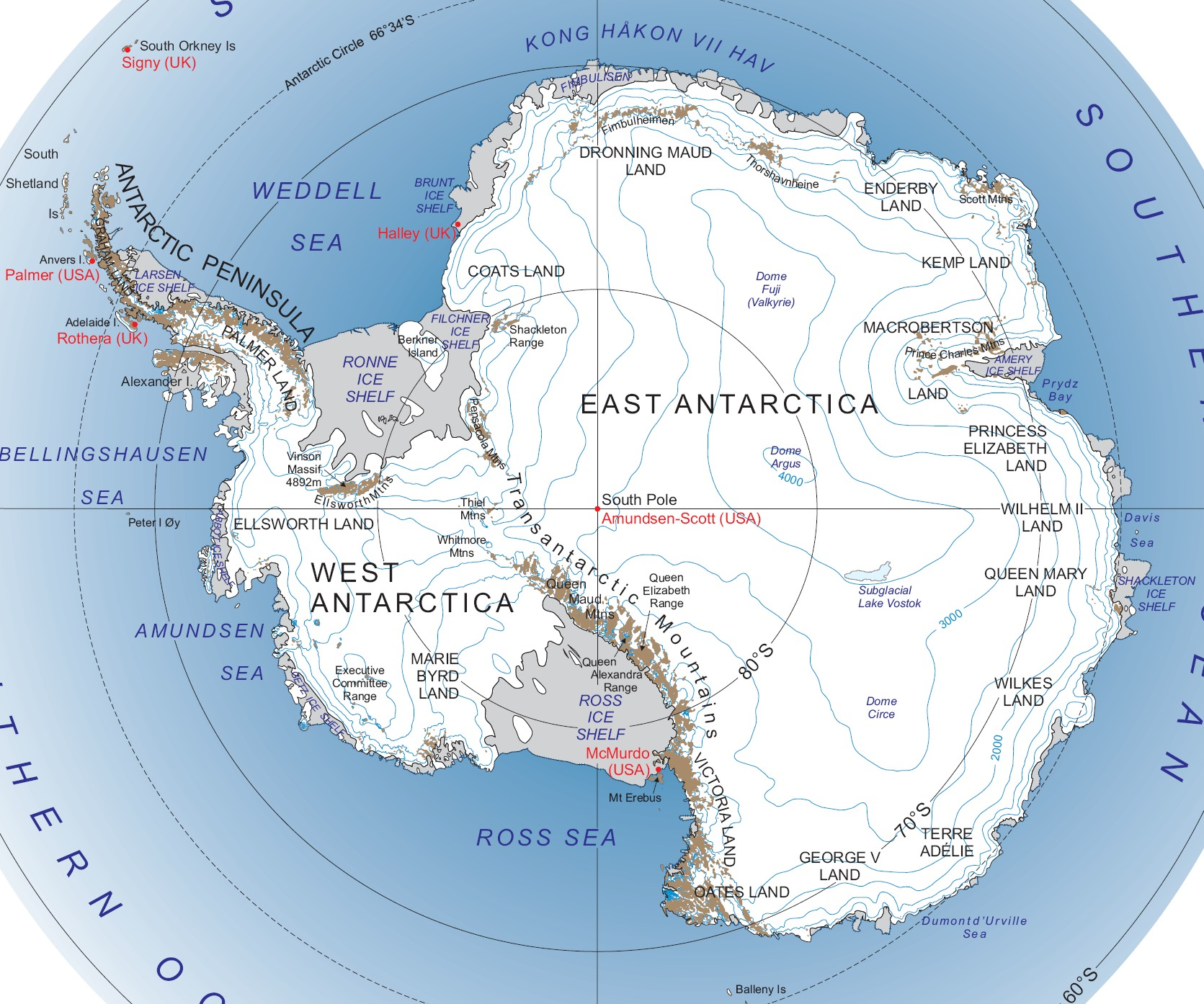
Lägeskarta, Bunger Hills nedom Shackleton shelfis till höger på kartan.

Bungerbergen eller Bungeroasen (engelska: Bunger Hills och Bunger Oasis) är en antarktisk oas (ett snöfritt landområde) i östra Antarktis.

## Geografi
Bungerbergen ligger i Östantarktis cirka 75 km inåt landet vid Knox Coast mellan Queen Mary land och Wilkes land. Området är cirka 37 km långt och 28 km brett med en isfri area på cirka 950 km² och sträcker sig mellan cirka 65° 58' S till 66° 20' S och mellan 100° 20' Ö till 100° 28' Ö från Cape Hordern längs Shackleton shelfis.
Området är småkuperad med en högsta höjd på cirka 150 m ö.h. och det finns flera färskvatten- och saltsjöar i varierande storlek, den största är Figurnoye Lake (även Algae Lake) med en längd på cirka 25 km och ett största djup på cirka 137 meter. Vid kusten ligger en rad småöar, däribland Highjump Archipelago och Taylor Islands.
I områdets sydvästra del finns den australiska forskningsstationen Edgeworth David Station (66° 15' S / 100° 36' Ö). Denna är endast bemannad under sommarperioden.

## Historia
Bungerbergen siktades i februari 1912 av A. L. Kennedy i den första Australiska Antarktisexpeditionen under ledning av Douglas Mawson men man utforskade då inte området.
Den 15 oktober 1956 invigdes den sovjetiska sommarstationen "Oazis Station" (Оазис), 1959 överläts stationen till Polen som döpte om den till "A. B. Dobrowolski Station", kort därefter övergavs stationen. I februari 1979 öppnades stationen på nytt men forskarna kunde inte övervintra som planerad utan evakuerades i mars till den ryska "Mirny Station" (Мирный) cirka 350 km längre västerut.
Området kartlades från luften åren 1946-1947 under Operation Highjump under ledning av USA:s flotta, piloten David E. Bunger landade då sitt plan i februari 1947 på en isfri insjö.
1955 fastställdes det nuvarande namnet av amerikanska "Advisory Committee on Antarctic Names" (US-ACAN, en enhet inom United States Geological Survey).
1986 invigdes "Edgeworth David Station" (döpt efter Edgeworth David).